# Capitulaciones de Cervera

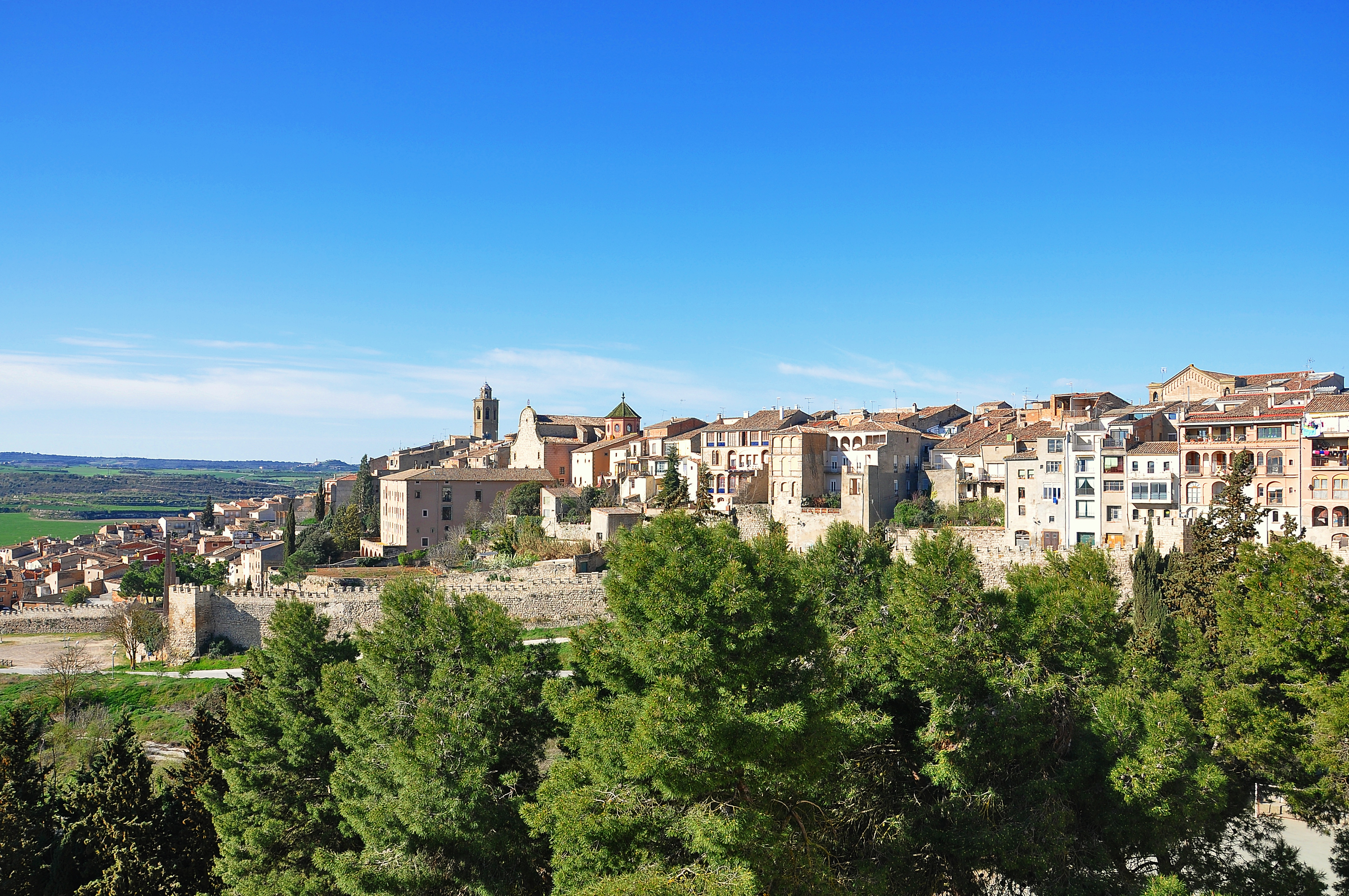
Vista de Cervera en la actualidad.

Las capitulaciones de Cervera fueron las capitulaciones matrimoniales del enlace entre la princesa Isabel de Castilla y el príncipe Fernando de Aragón. Las capitulaciones definitivas fueron firmadas en Cervera (Principado de Cataluña) el 5 de marzo de 1469 y en ellas se establecían unas duras condiciones para el príncipe Fernando que quedó supeditado a su esposa y al bando nobiliario que la apoyaba y que su padre el rey Juan II de Aragón no tuvo más remedio que aceptar porque necesitaba la ayuda de la Corona de Castilla para ganar la guerra civil catalana a su rival Renato de Anjou, que había sido proclamado nuevo soberano del Principado de Cataluña por las instituciones catalanas rebeldes a Juan II. Por otro lado, constituyen el antecedente de la Concordia de Segovia de 1475.

## Antecedentes
Las victorias de Juan de Anjou —hijo y lugarteniente en Cataluña de Renato de Anjou— iniciadas en la batalla de Viladamat, sumadas a la amenaza angevina sobre Gerona, supusieron un duro revés para los realistas. En estas circunstancias a Juan II no le quedaba más opción que buscar apoyos en la Corona de Castilla, donde el 19 de septiembre de 1468 se acababa de proclamar en los Toros de Guisando a la princesa Isabel, de diecisiete años de edad, como heredera de su hermanastro el rey Enrique IV de Castilla en detrimento de la hija de este Juana, de seis años de edad. Así Juan II envió a Castilla a unos embajadores que entablaron negociaciones con el bando aristocrático partidario de la princesa Isabel para concertar el matrimonio de esta con el príncipe Fernando ―quien desde el 10 de junio era rey de Sicilia al haberle cedido su padre la corona de este reino―, lo que iba en contra de la pretensión del rey Enrique IV de casarla con el rey Alfonso V de Portugal. Las negociaciones fructificaron y el 7 de enero de 1469 se firmaron en Cervera unos capítulos matrimoniales provisionales y el 5 de marzo los definitivos.

## Las capitulaciones
Como ha destacado Jaume Vicens Vives, las capitulaciones «son altamente significativas del espíritu de prevención y recelo con que la facción castellana que rodeaba a doña Isabel recibía al príncipe aragonés» y revelan «los intereses de un partido que hallaba o aspiraba a hallar en don Fernando a un ciego instrumento de su causa; a un posible condottiero, en una lucha que temía inminente, después del breve breve intervalo pacifista de los Toros de Guisando». Así la mayoría de las cláusulas de las capitulaciones estaban dirigidas a someter al príncipe Fernando a los intereses de los arzobispos de Toledo y de Santiago, del obispo de Burgos, del marqués de Villena y del resto de magnates castellanos contrarios a Enrique IV.
Por lo establecido en las capitulaciones don Fernando se comprometía a respetar las libertades y los fueros de las villas y ciudades castellanas así como la libertad eclesiástica y no podría ordenar nada si su firma no iba acompañada de la de su esposa. Tampoco podría otorgar mercedes ni nombrar cargos pues esto era una prerrogativa exclusiva de doña Isabel. Asimismo se establecía que don Fernando no podría abandonar Castilla «sin consentimiento» de su mujer y que «no tomaría empresa o haría guerra o paz sin su voluntad». Por otro lado doña Isabel recibiría la dote correspondiente a las reinas de Aragón ―Borja y Magallón, en el reino de Aragón; Elche y Crevillente, en el reino de Valencia; Tarrasa, en el Principado de Cataluña; y la Cámara de la Reina, en Siracusa (reino de Sicilia)―, además de 100 000 florines de oro y 4000 lanzas «si los fechos de Castilla viniesen en rotura». Fuera de las capitulaciones también se le entregarían inmediatamente 20 000 florines y un collar de balajes, por valor de 40 000 ducados, que el rey Juan II tenía empeñado en la ciudad de Valencia como garantía de la devolución de un préstamo que esta ciudad le había concedido seis meses antes.
Según Jaume Vicens Vives Juan II aceptó unas condiciones tan duras en las capitulaciones porque no podía hacer otra cosa, «visto como rodaban los asuntos en Cataluña. Su esperanza era Castilla y para obtener su apoyo era preciso sacrificar prestigio y dinero, y aun más si se le hubiera pedido. Es cierto que se privaba voluntariamente de su brazo derecho [el príncipe Fernando] y de grandes recursos financieros en el mismo momento en que se temía el desencadenamiento de la gran ofensiva del duque de Lorena sobre Gerona. Pero valía la pena correr aquel riesgo… Esta vez acertó plenamente, ganando en la baraja nacional e internacional el mejor de sus triunfos».

## Consecuencias
Para que el matrimonio pudiera celebrarse faltaba la dispensa papal debido al próximo parentesco de los contrayentes ―eran primos―, pero el papa Paulo II se negó a concederla, debido a las estrechas relaciones que mantenía con la Casa de Anjou, la gran enemiga de Juan II. La solución que se adoptó entonces fue falsificar una bula supuestamente concedida por el papa Pío II cinco años antes, el 28 de mayo de 1464, en la que se le concedía una dispensa general al príncipe Fernando. Los falsificadores fueron el legado pontificio ante la corte castellana Antonio Jacobo de Véneris y el arzobispo de Toledo Alfonso Carrillo de Acuña. Esta bula falsa es la que se leería en el momento de la ceremonia del matrimonio. Se desconoce si los novios sabían que la bula que les permitía casarse era una falsificación. La bula de dispensa efectiva no llegó hasta diciembre de 1471 gracias al nuevo papa Sixto IV, que en agosto de ese año había sustituido al fallecido Paulo II. El encargado de llevarla a Castilla fue el cardenal valenciano Rodrigo de Borja, el futuro papa Alejandro VI.
La boda se celebró en Valladolid el 18 de octubre de 1469 después de que, gracias a la ayuda del arzobispo de Toledo y del almirante de Castilla, la princesa Isabel se fugara de Ocaña ―donde estaba retenida por su hermanastro en virtud del Tratado de los Toros de Guisando― y de que el príncipe Fernando atravesara la frontera castellana disfrazado de arriero para evitar ser reconocido y caer en manos de los partidarios del rey Enrique IV.